# المستشفى الإيراني في دبي
المستشفى الإيراني في دبي هو مستشفى يتبع جمعية الهلال الأحمر الإيراني ويقع في مدينة دبي على شارع الوصل في جميرا. اُفتتح في 14 أبريل 1972 حيث قام على بنائه الهلال الأحمر الإيراني. يُعد المستشفى أقدم مزود معروف لخدمات الرعاية الصحية في دبي. معظم الطاقم الطبي بالمستشفى من الجالية الإيرانية في الإمارات العربية المتحدة. إنه مستشفى خاص ويخضع لإشراف هيئة الصحة بدبي.
يتميز مبنى المستشفى بواجهة خارجية من البلاط الأزرق المستوحى من العمارة الفارسية، على غرار المسجد الإيراني الموجود على الجانب الآخر من الطريق. تقع القنصلية الإيرانية في دبي بالقرب من المستشفى.

## خلفية
بدأت عمليات بناء المستشفى عام 1970 على أرض تبرع بها الشيخ راشد بن سعيد آل مكتوم لجمعية الهلال الأحمر الإيراني. المستشفى الإيراني حاصل على الاعتماد الكندي. ولديه القدرة على خدمة أكثر من 2500 مريض خارجي يوميًا.
في أكتوبر 2014، افتتح المستشفى مبانٍ جديدة لخدمات الرعاية الصحية التخصصية الفرعية. تشمل مزايا التوسعة الجديدة ما يلي: 220 سرير فاخر للمرضى الداخليين، و25 عيادة تخصصية فرعية، ومركز مناظير الجهاز الهضمي، ومركز تصوير تشخيصي، و10 غرف عمليات مجهزة بتقنية الجراحة التنظيرية والجراحة طفيفة التوغل، ومختبر متطور مؤتمت بالكامل، أول مختبر لتشخيص الوراثة الخلوية والحمض النووي في المنطقة

## عيادات وأقسام العيادات الخارجية
- عيادات الأطباء العامين[4]
- عيادات الطب الباطني والعيادات التخصصية الفرعية بما في ذلك: الأمراض المعدية، وعلم الأعصاب، ومركز المختبر العصبي، وطب الغدد الصماء، والطب رئوي، والروماتيزم، والجهاز الهضمي والتنظير.
- العيادات الجراحية: تقويم العظام، وجراحة المسالك البولية، وجراحة الاعصاب وجراحة الأنف والأذن والحنجرة.
- عيادات طب وجراحة العيون: قسم الليزر البصري وتصوير مقطعي للترابط البصري.
- عيادات التجميل والجمالية: الجراحة التجميلية والتجميلية، وتخصص الأمراض الجلدية والتخصصات الفرعية، ومركز ليزر الجلد، ومركز زراعة بصيلات الشعر ووحدة التخسيس وتنسيق القوام.
- عيادات الأطفال: طب الأطفال العام، وحديثي الولادة، واختبارات فحص حديثي الولادة، والتلقيح الطبي، وأمراض الرئة لدى الأطفال، وأمراض الدم لدى الأطفال، وأمراض الجهاز الهضمي لدى الأطفال، وطب الغدد الصماء لدى الأطفال وجراحة الأطفال وحديثي الولادة.
- عيادات النسائية: أمراض النساء، والتوليد، اختبار عدم الإجهاد، وتنظير المهبل وعيادة الثدي.
- طب القلب: طب القلب، وتخطيط صدى القلب، وفحص الإجهاد، وتخطيط القلب ومراقبة هولتر.
- الطب النفسي: خدمات الطب النفسي العامة، والطب النفسي للأطفال والمراهقين، وخدمات واستشارات علم النفس والعلاج التحفيزي المغناطيسي المتكرر عبر الجمجمة.
- طب الأسنان: طب الأسنان العام، وتقويم الأسنان وزراعتها.

## الخدمات السريرية للمرضى
خدمات قسم الطوارئ على مدار 24 ساعة، ووحدة العناية المركزة، والعناية القلبية الحثيثة (CCU)، وجناح الطب الباطني، وقسم خدمات الرعاية الصحية العالمية للسياح العلاجيين، وأجنحة الجراحة للذكور والإناث، وغرفة عمليات، ومختبر القسطرة، وقسم أمراض النساء والتوليد، ووحدة العناية المركزة لحديثي الولادة، وقسم الأطفال ووحدة العناية المركزة للأطفال.

## الجوائز
حصل المستشفى الإيراني على جائزة شرفية في اليوبيل الذهبي لشرطة دبي لتعاونه مع القسم.

## روابط خارجية
- الموقع الرسمي